# Miguel Guerrero
Pour les articles homonymes, voir Guerrero (homonymie).
Ne pas confondre avec le footballeur espagnol Miguel Ángel Guerrero.
Miguel Guerrero, né le 7 septembre 1967 à Cali (Colombie), est un footballeur colombien, qui évoluait au poste d'attaquant à l'América Cali, à Málaga, à l'Atlético Junior, à l'AS Bari et à CP Mérida ainsi qu'en équipe de Colombie.
Guerrero marque un but lors de ses six sélections avec l'équipe de Colombie entre 1990 et 1995. Il participe à la coupe du monde 1990 et à la Copa América 1995 avec la Colombie.

## Carrière
- 1987-1990 : América Cali  Colombie
- 1990-1991 : Málaga  Espagne
- 1991-1992 : América Cali  Colombie
- 1992-1994 : Atlético Junior  Colombie
- 1994-1995 : AS Bari  Italie
- 1996 : CP Mérida  Espagne
- 1996-1999 : AS Bari  Italie
- 2000 : Atlético Junior  Colombie[1]

## Palmarès

### En équipe nationale
- 6 sélections et 1 but avec l'équipe de Colombie entre 1990 et 1995.
- Troisième de la Copa América 1995.
- Huitième-de-finaliste de la coupe du monde 1990.

### Avec l'América Cali
- Vainqueur du Championnat de Colombie de football en 1990 et 1992.

### Avec l'Atlético Junior
- Vainqueur du Championnat de Colombie de football en 1993.

### Distinctions personnelles
- Meilleur buteur du Championnat de Colombie de football en 1993.